# Acanthomyrmex padanensis
Acanthomyrmex padanensis (лат.) — вид муравьёв (Formicidae) рода Acanthomyrmex из подсемейства Myrmicinae. Встречается в Юго-Восточной Азии: остров Суматра, в окрестностях города Паданг, административного центра провинции Западная Суматра.

## Описание
Мелкие муравьи (рабочие 3,8 мм; солдаты 6 мм; эргатоидная матка 4,2 мм) с большеголовыми солдатами (крупными рабочими). Тело красновато-коричневое. Этот вид в основном похож на Acanthomyrmex dusun из Саравака с чётко демаркированной жгутиковой бороздкой на голове у солдат. Однако его легко отличить от последнего по наличнику с прямым передним краем и отсутствием срединной выступающей лопасти, прямым проподеальным шипам и выпуклому дорсальному краю узла петиоля в заднем виде. Тело красновато-коричневое. Усики 12-члениковые, булава состоит из 3 сегментов. Вид был впервые описан в 1998 году японскими мирмекологами Мамору Тераямой (University of Tokio, Токио, Япония), Фуминори Ито (Kagawa University) и бельгийским энтомологом Бруно Гобином (Zoological Institute, Leuven, Бельгия), и включён в состав видовой группы notabilis.